# 江元輔
江元輔（1480年—？），字堯卿，直隸徽州府婺源縣人，軍籍，明朝政治人物。

## 生平
正德八年（1513年）癸酉科應天鄉試第二十九名舉人，十二年（1517年）中式丁丑科會試第二百八十三名，三甲第一百四十七名進士。兵部观政，授新喻县知县，宁王之乱時，兼署南昌、新建二县事，擢升户部主事，督理太仓、十庫，攢運江右，继督京储金盏等五倉，兼察盐课，继督监徐州倉，历升员外郎、郎中，卒于官。

## 著作
著有《仁山遺稿》等。

## 家族
曾祖江宗成；祖父江以和；父江呈祥，母李氏。慈侍下。兄江鑾、江金、江銓。